# Championnat de France de balle au tambourin
 (février 2020).

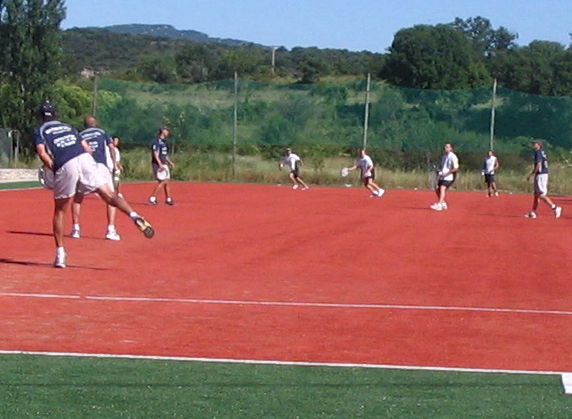
Match ND-de-Londres contre Cournonterral en 2008

Le Championnat de France de balle au tambourin comporte une élite de huit clubs évoluant en « Nationale 1 ». La saison débute au printemps et s'achève à la mi-septembre. La Nationale 2, également en poule unique de huit équipes, constitue l'autre niveau national. Le Comité de l'Hérault organise de plus un championnat régional comptant trois niveaux. Prennent part à ces divers championnats des clubs de l'Herault, de Corrèze, de l'Aude, du Gard, des Bouches-du-Rhône et du Nord.

## La compétition
Le championnat comprend deux phases. La phase régulière où les 8 équipes s'affrontent en matches aller - retour. Les quatre premiers de la saison régulière participent à la poule des champions qui attribue le titre tandis que les quatre derniers prennent part à la poule de maintien. Tous les clubs s'affrontent à nouveau lors de cette deuxième phase au sein d'un mini championnat à quatre.
À partir de la saison 2019, il y a une distinction pour les championnats homme et femme.
Pour le championnat féminin, c'est quasiment pareil qu'avant, sauf qu'il y a 6 équipes au lieu de 8. Les 4 premières du championnat disputent "la poule des championnes" en match aller-retour, pour remporter le titre. Les 2 dernières font un mini championnat avec les 2 premières de la deuxième division (Série Hérault 1 Féminin) ou les 2 premières se qualifient pour jouer dans l'élite l'année suivante.

Le champion est qualifié pour la Coupe d'Europe des clubs champions qui met aux prises clubs italiens et français chaque année depuis 1996. Le deuxième représentant français qualifié pour cette épreuve est le vainqueur de la phase régulière. Si une équipe remporte la phase régulière et la poule des champions alors c'est le vice champion de France qui participe à la coupe d'Europe.

## Histoire
Les championnats de première et deuxième série existent déjà avant 1952, mais ils deviennent officiellement championnats de France à cette date.
En 1993, Cournonterral enlève le titre au goal-average devant Vendémian. À cette période, un club peut aligner son équipe fanion et sa réserve en première série, nom du championnat d'élite à l'époque. C'était le cas pour Gignac en cette saison 1993 (3e avec son équipe 1 et 6e sur 8 avec sa réserve). C'est désormais interdit par les règlements des compétitions qui limite à une équipe par club les différents championnats nationaux. En 2019, Cournonterral est le seul club à aligner son équipe fanion en N1, sa réserve en N2 et son équipe 3 en Ligue Occitanie.
À partir de 2008, les rencontres de Nationale se disputent en 13 jeux gagnants contre 16 précédemment.

## Saison 2010
La phase régulière qualifie Cazouls-d'Hérault, Notre-Dame-de-Londres, Montarnaud et Vendémian en poule des champions. Montarnaud enlève son premier titre à l'issue de cette poule des champions.
En poule de relégation, Florensac termine dernier et est directement relégué au niveau inférieur, remplacé par le champion de N 2, Cournonterral. Avant-dernière de la poule de relégation, l'US Poussan s'incline en barrages de promotion/relégation face au vice-champion de N2, le TC Gignacois. 

## Saison 2011
La saison se tient du 9 avril au 24 septembre. 
Les huit clubs engagés dans cette compétition sont : 
- Association sportive cazouline du tambourin à Cazouls-d'Hérault (Hérault)
- Tambourin club Cournonsecois à Cournonsec (Hérault)
- Tambourin club Cournonterralais (promu) à Cournonterral (Hérault)
- Tambourin club gignacois (promu) à Gignac (Hérault)
- Tambourin club montarnéen à Montarnaud (Hérault)
- Tambourin Club Londonien à Notre-Dame-de-Londres (Hérault)
- Vendémian tambourin à Vendémian (Hérault)
- Tambourin club de Viols-le-Fort à Viols-le-Fort (Hérault)

## Palmarès
| - 1952 Usclas-d'Hérault - 1953 Usclas-d'Hérault - 1954 Gignac - 1955 Gignac - 1956 – - 1957 Pézenas - 1958 Pézenas - 1959 Pézenas - 1960 Gignac - 1961 Vendémian - 1962 Pézenas - 1963 Vendémian - 1964 Gignac - 1965 Saint-Georges-d'Orques - 1966 Gignac - 1967 Saint-Georges-d'Orques - 1968 Saint-Georges-d'Orques - 1969 Saint-Georges-d'Orques - 1970 Pézenas | - 1971 Vendémian - 1972 Saint-Georges-d'Orques - 1973 Saint-Georges-d'Orques - 1974 Vendémian - 1975 Vendémian - 1976 Vendémian - 1977 Pézenas - 1978 Vendémian - 1979 Cournonsec - 1980 Balaruc-les-Bains - 1981 Cournonsec - 1982 Cournonsec - 1983 Gignac - 1984 Gignac - 1985 Gignac - 1986 Montpellier - 1987 Cournonterral - 1988 Cournonterral - 1989 - | - 1990 Gignac - 1991 Gignac - 1992 Cournonterral - 1993 Cournonterral - 1994 Gignac - 1995 Gignac - 1996 Notre-Dame-de-Londres - 1997 Vendémian - 1998 Notre-Dame-de-Londres - 1999 Notre-Dame-de-Londres - 2000 Vendémian - 2001 Notre-Dame-de-Londres - 2002 Cournonsec - 2003 Vendémian - 2004 Notre-Dame-de-Londres - 2005 Vendémian - 2006 Vendémian - 2007 Cournonsec - 2008 Poussan | - 2009 Cournonsec - 2010 Montarnaud - 2011 Cazouls-d'Hérault - 2012 Cazouls-d'Hérault - 2013 Cazouls-d'Hérault - 2014 Cazouls-d'Hérault - 2015 Cazouls-d'Hérault - 2016 Vendémian - 2017 Cazouls-d'Hérault - 2018 Vendémian - 2019 Cournonterral - 2020 Cazouls-d'Hérault - 2021 Cazouls-d'Hérault - 2022 Cazouls-d'Hérault - 2023 Cazouls-d'Hérault - 2024 Cazouls-d'Hérault |

71 éditions. 

Vendémian tambourin 14, TC Gignac 12, Cazouls-d'Hérault 11, TC Cournonsec 6, SC St-Georges-d’Orques 6, Pézenas 6, TCL Notre-Dame-de-Londres 5, TC Cournonterral 5, Usclas-d'Hérault 2, Balaruc-les-Bains 1, Montpellier 1, Poussan 1, Montarnaud 1.

## Localisation
Chez les séniors masculins, la hiérarchie compte six niveaux : trois de rang "national", et trois de rang "régional". En 2008, 36 clubs participent à ces compétitions. 30 de ces clubs sont localisés dans l'est du département de l'Hérault (voir carte ci-dessous) dont les huit clubs formant la Nationale 1. Les autres clubs en compétition sont Nîmes (Gard), Narbonne (Aude), Gignac-la-Nerthe et Les Pennes-Mirabeau (Bouches-du-Rhône), Monceaux-sur-Dordogne (Corrèze) et Beuvrages (Nord).